# 山下香枝子
山下 香枝子 （やました かえこ 1944年 - ）は、日本の看護師。看護学者。専門は臨床看護学（成人・老年期）、禁煙行動、排尿機能障害、医療事故予防。慶應義塾大学看護医療学部教授。2007年より、同部・学部長。また、慶應義塾大学ワークライフバランス研究センター・センター長兼任。2010年より、聖隷クリストファー大学看護学部看護学科教授、同学部学部長を経て16年より国際医療福祉大学成田看護学部教授・学部長
名古屋大学医学部附属病院、慶應義塾大学医学部の看護師を経て、1976年、慶應義塾大学医学部附属・厚生女子学院（現・慶應義塾大学看護医療学部の前身）の専任教員となった。その後、アメリカ・デューク大学への留学時の経験等から看護師養成における科学的教育の重要性を認識。以後、同校における看護師教育の発展に尽くした。

## 経歴
- 1968年 名古屋大学医学部附属看護学校卒業
- 1968年 名古屋大学医学部附属病院（外科系病棟）看護師
- 1969年 慶應義塾大学医学部看護師
- 1976年 慶應義塾大学医学部附属厚生女子学院専任教員
- 1988年 慶應義塾看護短期大学・専任講師
- 1988年 聖路加看護大学大学院 修士課程 看護学研究科修了
- 1992年 慶應義塾看護短期大学助教授
- 1995年 慶應義塾看護短期大学教授
- 2000年 慶應義塾看護短期大学看護学科長
- 2001年 慶應義塾大学看護医療学部教授
- 2003年 聖路加看護大学大学院 博士課程 看護学研究科 単位取得退学
- 2007年 慶應義塾大学看護医療学部長
- 2010年 聖隷クリストファー大学看護学部看護学科教授
- 2015年 聖隷クリストファー大学看護学部長
- 2016年 国際医療福祉大学成田看護学部学部長

## 主な著書
- 1997年 『排泄（腎・膀胱）機能障害をもつ人の看護』メヂカルフレンド社<臨床看護学セミナー>、ISBN 4-8392-0586-8
- 2003年 『呼吸器疾患患者の看護』医学書院<系統看護学講座専門：成人看護学（2）>、ISBN 4-260-35049-8
- 2004年 共著『思考を育てる看護記録教育：グループ・インタビューの分析をもとに』日本看護協会出版会、ISBN 4-8180-1007-3
- 2007年 『呼吸器』医学書院<系統看護学講座専門：成人看護学（2）>、ISBN 978-4-260-00331-5